# Sulori Vani
Sulori Vani är en georgisk fotbollsklubb från staden Vani. Klubben spelar sina hemmamatcher på Grigol Nikoleisjvili-stadion som har en åskådarkapacitet på 2500. Klubben hade sin storhetstid under sovjettiden då klubben vann både den georgiska ligan och cupen. Klubben spelar för närvarande i Georgiens nästa högsta division, Pirveli Liga efter att ha tagit sig upp från Meore Liga säsongen 2010/2011. 

## Meriter
- Georgiska SSR-mästerskapet

Mästare: 1969
Tvåa: 1980, 1983, 1984, 1988
Trea: 1982
- Georgiska SSR-cupen

Mästare: 1980, 1981

## Säsonger
| Säsong    | Liga         | Pos. | Sp. | V | O | F | GM | IM | P | Cup          | Europa | Noter       | Tränare |
| --------- | ------------ | ---- | --- | - | - | - | -- | -- | - | ------------ | ------ | ----------- | ------- |
| 2009/2010 | Meore Liga   |      |     |   |   |   |    |    |   | ?            |        |             |         |
| 2010/2011 | Meore Liga   | 2    |     |   |   |   |    |    |   | ?            |        | Uppflyttade |         |
| 2011/2012 | Pirveli Liga |      |     |   |   |   |    |    |   | 16-delsfinal |        |             |         |